# Plasmodio (citologia)

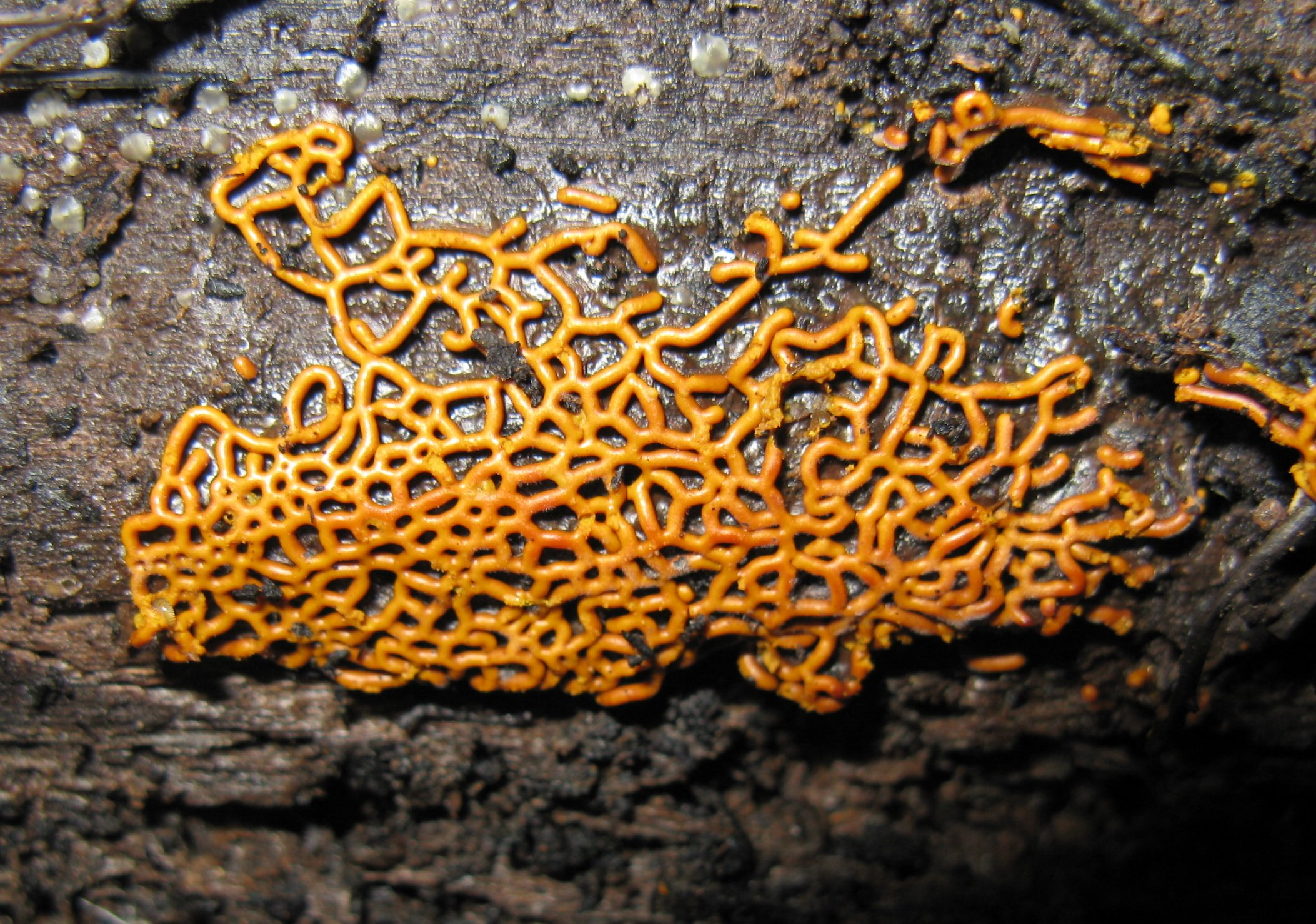
Fase plasmodiale del fungo mucillaginoso Hemitrichia serpula

Il plasmodio è una massa o uno strato di protoplasma contenente alcuni o molti nuclei formatisi in seguito a numerose divisioni nucleari alle quali non fa riscontro la divisione del citoplasma in cellule figlie. 

## Storia
Il termine plasmodio venne introdotto dal naturalista russo  Leon Cienkowski, (1822-1877), e si applica in genere allo stadio macroscopico dei funghi mucillaginosi.

## Descrizione
Nei territori citoplasmatici plurinucleati i singoli elementi sono indipendenti. In zoologia un esempio di plasmodio sono i megacariociti che per campeggiamento danno vita alle piastrine. Un altro esempio molto noto è la fase plasmodiale di Plasmodium malariae, il protozoo che provoca l'omonima malattia. I plasmodi non vanno confusi con i sincizi, frutto di aggregazione tra più cellule. Essi possono essere strutturali (ad esempio gli osteoclasti o le fibre muscolari scheletriche) o funzionali (cardiomiociti, che mantengono la propria individualità ma che sono strettamente legati ad altri miocardiociti per dare una contrazione sinergica.